# Banco Ambrosiano
Il Banco Ambrosiano è stata una delle principali banche private cattoliche italiane.
Fondato nel 1896, fallì nel 1982 a seguito di uno dei più gravi dissesti bancari italiani nel XX secolo, stimato in 1,2-1,3 miliardi di dollari, sotto la presidenza di Roberto Calvi, soprannominato Il banchiere di Dio.
Il Banco Ambrosiano aveva sede a Milano, in via Clerici 2.

## Storia

### Le origini
L'istituto, nato nel 1896 per volontà dell'avvocato camuno Giuseppe Tovini, conobbe sin dall'inizio un apprezzabile successo, sfruttando il momento del decollo economico in età giolittiana. Per preservarne il carattere di "banca cattolica", agli aspiranti dipendenti veniva richiesto all'atto dell'assunzione il certificato di battesimo unitamente ad un attestato di fede emesso dal parroco della propria parrocchia di appartenenza.
La gestione dei primi 60 anni di vita dell'istituto fu improntata ad una grande prudenza sul mercato bancario: presso l'Ambrosiano depositavano i propri averi i ricchi borghesi milanesi e le diocesi lombarde. Un'importante quota azionaria viene detenuta dai fratelli Vismara, componenti di una ricca famiglia industriale della Brianza.
Dal 1946 al 1971 il controllo della maggioranza delle quote è nelle mani dell'Istituto per le opere di religione.

### L'ascesa di Roberto Calvi

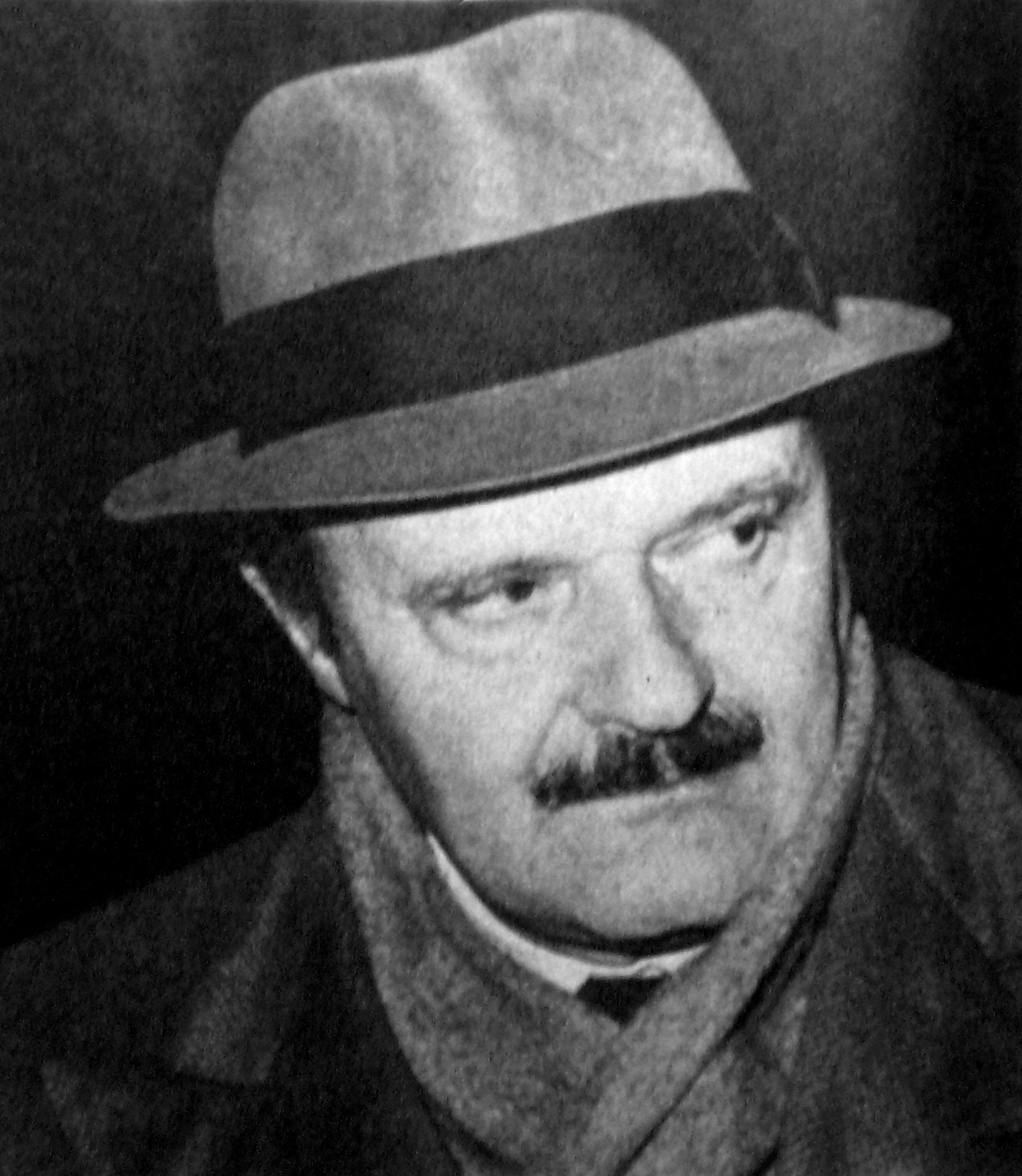
Roberto Calvi

Roberto Calvi entrò all'Ambrosiano come semplice impiegato nel 1947, principalmente grazie ai buoni rapporti della sua famiglia col dirigente Alessandro Canesi. Assegnato al settore degli affari esteri della banca, sfruttò il ruolo per documentarsi approfonditamente sui paradisi fiscali e coltivò il rapporto con Canesi, che nel 1959 divenne direttore generale e un anno dopo lo assegnò alla direzione operazioni finanziarie per l'estero, indicandolo anche come consigliere d'amministrazione di diverse società controllate dal Banco in altri paesi.
Nel 1971 Calvi divenne direttore generale e primo amministratore delegato (carica precedentemente non esistente) dell'Ambrosiano; tre anni dopo fu nominato vicepresidente e infine, nel 1975, presidente, di fatto assumendo il pieno controllo dell'istituto bancario.
Sotto la sua gerenza, il Banco Ambrosiano abbandonò la propria linea "prudente" per trasformarsi in una spregiudicata holding finanziaria: l'acquisto dell'elvetica Banca del Gottardo diede inizio a un'ampia campagna di acquisizioni e alla creazione di varie società controllate in paesi a fiscalità agevolata quali Lussemburgo e Bahamas, con erogazione di finanziamenti internazionali a realtà politiche ed economiche anche al limite della legalità e alterazione artificiosa dei propri conti attraverso compravendite incrociate di partecipazioni azionarie, il tutto in stretto contatto con lo IOR diretto da mons. Paul Marcinkus e con Michele Sindona, che presentò Calvi a Licio Gelli e lo introdusse nella loggia P2.
Fu sempre Sindona nel 1971 a cedere all'Ambrosiano, tramite la Hambros Bank (istituto di diritto inglese), il controllo de La Centrale, che fu trasformata da holding industriale a bancario-assicurativa e utilizzata per acquisire partecipazioni nel Credito Varesino, nella Toro Assicurazioni e nella Banca Cattolica del Veneto.

### Il crack finanziario
La prima crisi del Banco risale al 1977. La mattina del 9 novembre la città di Milano si svegliò tappezzata di cartelloni con la scritta "Roberto Calvi in galera!" e un testo in cui il banchiere veniva accusato di truffa, appropriazione indebita, esportazione di decine di milioni di dollari su conti cifrati svizzeri (di cui venivano riportati gli estremi) e frode fiscale. Artefice del gesto era stato Michele Sindona, che voleva vendicarsi di Calvi, a cui aveva chiesto senza successo un aiuto per colmare gli ammanchi delle sue banche. Contestualmente il capo dell'Ambrosiano fu oggetto di una martellante campagna stampa condotta dal giornalista Luigi Cavallo.
Per alcuni mesi, a partire dal 17 aprile 1978, alcuni ispettori della Banca d'Italia analizzarono la situazione del Banco Ambrosiano e denunciarono molte irregolarità, segnalate al giudice Emilio Alessandrini, il quale venne però ucciso il 29 gennaio 1979 da un commando di terroristi di estrema sinistra appartenenti a Prima Linea. Il 24 marzo il governatore della Banca d'Italia Paolo Baffi e il vice direttore generale Mario Sarcinelli, artefici dell'ispezione, vennero accusati dai magistrati Luciano Infelisi e Antonio Alibrandi di alcune irregolarità e posti agli arresti (domiciliari per Baffi), salvo essere completamente prosciolti nel 1983, in seguito all'accertamento dell'assoluta infondatezza delle accuse mosse a loro carico.
In seguito il Banco si trovò ad affrontare una prima crisi di liquidità, che risolse grazie all'erogazione di finanziamenti dalla BNL e dall'Eni per circa 150 milioni di dollari, mentre una seconda crisi di liquidità nel 1980 fu risolta grazie a un nuovo finanziamento dell'ENI di 50 milioni di dollari, per ottenere i quali Calvi, come risulta dagli atti processuali, pagò tangenti a Claudio Martelli e Bettino Craxi.
Il "castello di carte" dell'Ambrosiano crollò nel 1981 con la scoperta della lista degli iscritti alla loggia P2, in cui figurava il nome di Calvi. Rimasto senza protezioni ad affrontare lo scandalo, il banchiere cercò l'intervento del Vaticano e dello IOR, ma poco meno di due mesi dopo, il 21 maggio 1981, venne arrestato per reati valutari, processato e condannato; venne però subito rilasciato in attesa dell'appello e riprese il controllo del Banco.
Siccome il maggiore azionista del Banco era l'Istituto per le Opere di Religione (IOR), Calvi richiese delle lettere di patronage (garanzia di copertura del debito) relative a società offshore in paradisi fiscali come il Lussemburgo, Panama o il Liechtenstein controllate dallo IOR e fortemente indebitate con il Banco Ambrosiano. Queste lettere garantivano la copertura del debito estero delle suddette società offshore per un altro anno a partire da quel momento. In cambio Calvi firmò all'allora presidente della Banca Vaticana, l'arcivescovo Paul Marcinkus, una manleva, ossia una dichiarazione che tutte le azioni passate e future relative al Banco Ambrosiano fossero unica responsabilità di Calvi. Le società offshore si potevano creare con un capitale minimo (a Panama, ad esempio, il costo da sostenere per crearne una era di 285 dollari) e potevano indebitarsi per centinaia di milioni di dollari.
Tentando di rinsaldare la propria posizione, Calvi si avvicinò a faccendieri legati alla criminalità organizzata romana, nello specifico la Banda della Magliana e il boss di Cosa nostra Pippo Calò, intensificando l'attività di riciclaggio di denaro. Il direttore generale Roberto Rosone, "reo" di aver messo in dubbio la liceità della condotta del Banco e di essersi opposto ad alcune operazioni, subì infatti un tentato omicidio per mano del "maglianese" Danilo Abbruciati.
La Banca d'Italia, allora guidata da Carlo Azeglio Ciampi, proseguì nel mentre a indagare sui conti dell'Ambrosiano, appurando l'esistenza di un buco finanziario di 1 200 miliardi di lire, dovuto al giro artificioso di finanziamenti tra "casa madre" e società off-shore (sia controllate direttamente, sia da terzi, tante delle quali riconducibili al Vaticano), che reinvestivano i fondi in ulteriori finanziamenti o nell'acquisto di azioni dello stesso Banco.

In una lettera del 5 giugno 1982 rilasciata dal figlio diversi anni dopo e ritenuta non autentica dal Vaticano, Calvi scrive anche a papa Giovanni Paolo II cercando disperato aiuto:
Il 17 giugno 1982 il Consiglio d’Amministrazione, su pressione della Banca d'Italia, sollecitò il commissariamento dell'Istituto di Credito, votando a maggioranza per l'auto-scioglimento. Nella serata di quella giornata, la più funesta nella secolare storia della Banca milanese, la segretaria personale di Roberto Calvi, Graziella Teresa Corrocher, si suicidò gettandosi dalla finestra del proprio ufficio al 4º piano della sede centrale della banca di via Clerici 2. Alle 7 del mattino seguente, 18 giugno, il Presidente del Banco Ambrosiano Roberto Calvi venne rinvenuto impiccato sotto il ponte dei Frati Neri (Blackfriars Bridge) della capitale inglese.
Quattro giorni dopo la misteriosa morte del banchiere, il ministro del Tesoro Beniamino Andreatta, su proposta della Banca d'Italia, dispose lo scioglimento degli organi amministrativi dell'istituto.
Il 6 agosto 1982 il Banco Ambrosiano venne messo in liquidazione.
I commissari liquidatori della Banca d'Italia chiesero all'arcivescovo Marcinkus di saldare il debito, ottenendo una risposta negativa. Il debito delle società offshore controllate dallo IOR nei confronti del Banco Ambrosiano era di 1,2 miliardi di dollari. La banca vaticana, senza ammettere alcuna responsabilità, pagò volontariamente, definendolo contributo volontario, 250 milioni di dollari.

### La rifondazione

#### Il Nuovo Banco Ambrosiano
Un gruppo di banche pubbliche (BNL, IMI, Istituto San Paolo di Torino) e private (Banca Cattolica del Veneto, Banca Popolare di Milano, Banca San Paolo di Brescia, Credito Emiliano e Credito Romagnolo) accettano di partecipare alla rifondazione della banca apportando nuovo capitale per 600 miliardi di lire. L'istituto (denominato Nuovo Banco Ambrosiano) si accolla cespiti, perdite e debiti pregressi e il 6 agosto 1982 viene affidato alla presidenza di Giovanni Bazoli.
Il 9 agosto riaprono gli sportelli con le nuove insegne. Sotto la regia di Bazoli e con la guida di Pierdomenico Gallo il gruppo inizia faticosamente a crescere. Una prima svolta, dopo due anni di sofferenze e bilanci in perdita, avviene nel 1984, con la vendita della casa editrice Rizzoli alla Gemina, società finanziaria di casa Agnelli, che batte la concorrenza di una cordata guidata dal fiscalista Victor Uckmar. Successivamente a questa vendita l'IMI esce dal capitale del NBA.

#### Il Banco Ambrosiano Veneto
La ricostruzione si conclude negli anni successivi con l'acquisizione di banche locali del Sud e grazie all'integrazione del 1989 con la Banca Cattolica del Veneto di Vicenza, che dà luogo prima al Gruppo Ambrosiano e quindi al Banco Ambrosiano Veneto, istituto creditizio unificato con direzione generale a Milano e sede legale e sociale a Vicenza.

## Vicende processuali

### Processi per la bancarotta dell'Ambrosiano
Il 20 febbraio 1987 i giudici istruttori del tribunale di Milano, Antonio Pizzi e Renato Bricchetti, che indagavano sul crac del Banco Ambrosiano, emisero un mandato di cattura per bancarotta fraudolenta, sia per l'arcivescovo Paul Marcinkus che per Luigi Mennini e Pellegrino de Strobel, dirigenti dello IOR. Il mandato non fu però eseguito perché Marcinkus godeva di passaporto diplomatico vaticano, mentre gli altri due si rifugiarono presso Città del Vaticano e la richiesta di loro estradizione non ebbe alcun esito. La Corte di cassazione stabilì il loro proscioglimento in virtù dell'articolo 11 dei Patti Lateranensi, secondo il quale  gli enti centrali della Chiesa Cattolica sono esenti da ogni ingerenza da parte dello Stato italiano.
Il 18 aprile 1992 si concluse il processo di primo grado per la bancarotta del Banco Ambrosiano con pesanti condanne: Umberto Ortolani, 19 anni di carcere; Licio Gelli, 18 anni e 6 mesi; Orazio Bagnasco, 7 anni; la signora Anna Bonomi Bolchini, 7 anni e 6 mesi; Flavio Carboni, 15 anni e 4 mesi; Marco Ceruti, 10 anni; Maurizio Mazzotta e Francesco Pazienza, 14 anni; Carlo De Benedetti, 6 anni e 4 mesi; Alessandro Mennini, 7 anni e 2 mesi; l'avvocato Giuseppe Prisco, 8 anni e 6 mesi; Giuseppe Ciarrapico, 5 anni e 6 mesi; Roberto Rosone, 11 anni e 10 mesi; Bruno Tassan Din, 14 anni; Mario Valeri Manera, 8 anni e 10 mesi; Giuseppe Zanon di Valgiurata, 8 anni e 6 mesi; Giampaolo Melzi d'Eril, 8 anni e 10 mesi; Emilio Pellicani, 5 anni. Le pene vennero sostanzialmente ridotte in appello con la sentenza del 10 giugno 1996 e confermate dalla Cassazione nel 1998.
Per quanto riguarda il processo-stralcio sul crac del Banco Ambrosiano aperto dopo Tangentopoli a seguito delle indagini sul famoso "Conto Protezione" di Lugano su cui transitò la maxi-tangente versata da Roberto Calvi al PSI, esso si concluse con la prescrizione per Claudio Martelli e con le condanne di Leonardo Di Donna, Silvano Larini e Licio Gelli per il reato di concorso esterno in bancarotta fraudolenta, divenute definite nel 2003; per il quarto imputato, Bettino Craxi, la condanna a otto anni fu annullata con rinvio dalla Corte di Cassazione nel 1999, e il procedimento fu dichiarato estinto nel 2000 per decesso dell'imputato.

## Design
- Il Banco Ambrosiano diviene una delle banche italiane più prestigiose d'Italia, e chiama tra il 1960-1966 i più noti designer italiani dell'epoca per progettare l'ampliamento della sede principale del Banco Ambrosiano di Milano, in piazza Paolo Ferrari 10, Piero Portaluppi[21] e Gualtiero Galmanini.[21]